# Andreas Braun (Politiker)

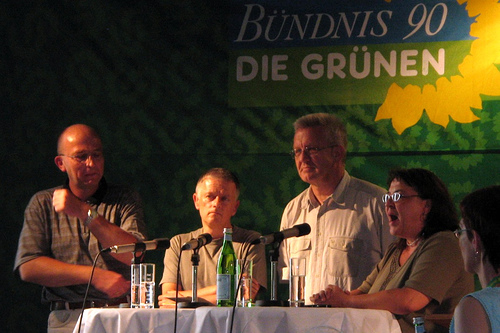
Andreas Braun (links) mit Fritz Kuhn, Winfried Kretschmann und Petra Selg 2006

Andreas Braun (* 21. März 1964 in Darmstadt) ist ein ehemaliger deutscher Politiker. Er war von 1999 bis 2006 Landesvorsitzender von Bündnis 90/Die Grünen in Baden-Württemberg.

## Leben
Braun studierte nach dem Abitur von 1983 bis 1988 Evangelische Theologie in Tübingen. Von 1987 bis 1990 war er Mitarbeiter der Bundestagsabgeordneten Christa Vennegerts.
Von 1992 bis 2004 war er Referent für europäische und internationale Politik bei der Gewerkschaft Öffentliche Dienste, Transport und Verkehr (ver.di) und von 2004 bis 2005 Gewerkschaftssekretär beim Deutschen Gewerkschaftsbund (DGB). Ab 2005 leitete Braun die Stabsstelle Kommunikation und Marketing im Klinikum Stuttgart.
1997 wurde er Mitglied des erweiterten Landesvorstands der Grünen. Am 24. April 1999 wurde er neben Monika Schnaitmann zum Co-Landesvorsitzenden in der Doppelspitze der Grünen Baden-Württembergs gewählt. Am Parteitag der Grünen am 12. April 1997 in Bruchsal lud Braun unter anderem den damaligen amtierenden Ministerpräsident Erwin Teufel als Gastredner ein. An diesem Parteitag äußerte sich Braun dahingehend, dass er sich eine Zusammenarbeit, zumindest auf Landesebene, mit der CDU/CSU vorstellen könne, wofür er damals von Teilen der Grünen stark kritisiert wurde. Seit dem 2. Dezember 2005 und seiner dritten Wiederwahl war die ehemalige Bundestagsabgeordnete Petra Selg die zweite der beiden gleichberechtigten Vorsitzenden. Auf dem Landesparteitag im November 2006 trat er vom Amt des Landesvorsitzenden zurück.
Bei der Bundestagswahl 2002 war Braun Kandidat auf der Landesliste Baden-Württemberg der Grünen. Von 2002 bis 2004 war er Mitglied im Kreistag des Rems-Murr-Kreises, davor bei den Grünen in Tübingen. Im Mai 2014 trat er Wahlkreis Backnang erneut für den Rems-Murr-Kreistag an. Bei der Europawahl 2009 kandidierte er auf der Bundesliste.
Andreas Braun war von 2005 bis 2015 Abteilungsleiter am städtischen Klinikum Stuttgart. Im Jahr 2008 wurde dort eine „International Unit“ (IU) gegründet, um mittels reicher Patienten aus Russland oder dem Nahen Osten das anhaltende Defizit zu verringern. Ab 2014 wurde gegen Braun und 20 weitere Mitarbeiter des Klinikums Stuttgart wegen Verdachts der Vorteilsnahme und Bestechung im Zusammenhang mit Agenturen ermittelt, die für die Vermittlung von Patienten an die IU Provisionen erhielten. Vorwürfe waren unter anderem die Abrechnung nicht erbrachter Leistungen, fingierte Rechnungen, die Zahlung unzulässiger Provisionen und die Gewährung von zinslosen Darlehen an Klinikumsmitarbeiter. Von Mai bis September 2018 war Braun deswegen in Untersuchungshaft.
Im Januar 2019 wurden Vorwürfe veröffentlicht, Braun sei in einen weiteren Korruptionsfall verwickelt. Ein leitender Mitarbeiter der Stuttgarter Straßenbahnen soll Zahlungen für Auftragsvergaben im Bereich „Coaching“ von Braun erpresst haben.
Im Prozess am 15. Juni 2021 am Landgericht Stuttgart sagte Braun als Zeuge aus und räumte ein, dass diverse Gebühren als medizinische Leistungen abgerechnet wurden. Die 20. Strafkammer des Landgerichts Stuttgart urteilte am 4. März 2022, dass ein Patientenvermittler für fünf Jahre, ein anderer für zwei Jahre und neun Monate in Haft soll. Beide kündigten Revision an. Das Gericht stellte fest, dass es zwar für das Klinikum Stuttgart einen Verlust von knapp drei Millionen Euro gegeben habe, dieser Verlust allerdings von der Versicherung überkompensiert worden sei.
Am 5. Dezember 2023 begann die Hauptverhandlung gegen Braun und weitere Angeklagte am Landgericht Stuttgart. Die Vorwürfe der Staatsanwaltschaft Stuttgart lauteten Betrug, Untreue, Bestechung und Bestechlichkeit. Am 15. August 2024 verurteilte die Wirtschaftsstrafkammer Braun zu vier Jahren und neun Monaten Haft.
Im August 2018 trat Braun aus seiner Partei aus.

## Engagement
Braun unterstützte das „Deutsche CSR-Forum, internationales Forum für Nachhaltigkeit und Zukunftsfähigkeit“. Dort war er viele Jahre lang Mitglied im Kuratorium.

## Privates
Andreas Braun ist zum dritten Mal verheiratet und hat drei Kinder.